# Ногатак (Коннектикут)
Ногатак (англ. Naugatuck) — місто (англ. town) в США, в окрузі Нью-Гейвен штату Коннектикут. Населення — 31 519 осіб (2020).

## Географія
Ногатак розташований за координатами 41°29′19″ пн. ш. 73°3′7″ зх. д. / 41.48861° пн. ш. 73.05194° зх. д. (41.488597, -73.051882).  За даними Бюро перепису населення США в 2010 році місто мало площу 42,48 км², з яких 42,24 км² — суходіл та 0,24 км² — водойми.

## Демографія
Згідно з переписом 2010 року, у селищі мешкали 31 862 особи в 12 339 домогосподарствах у складі 8486 родин. Густота населення становила 750 осіб/км².  Було 13061 помешкання (307/км²).
Расовий склад населення:
| - 86,9 % — білих - 4,9 % — чорних або афроамериканців - 3,0 % — азіатів - 0,2 % — корінних американців - 2,5 % — осіб інших рас |

До двох чи більше рас належало 2,3 %. Частка іспаномовних становила 9,2 % від усіх жителів.
За віковим діапазоном населення розподілялося таким чином: 23,2 % — особи молодші 18 років, 64,9 % — особи у віці 18—64 років, 11,9 % — особи у віці 65 років та старші. Медіана віку мешканця становила 38,2 року. На 100 осіб жіночої статі у селищі припадало 96,2 чоловіків;  на 100 жінок у віці від 18 років та старших — 93,0 чоловіків також старших 18 років.
Середній дохід на одне домашнє господарство  становив 81 615 доларів США (медіана — 58 078), а середній дохід на одну сім'ю — 98 287 доларів (медіана — 77 538). Медіана доходів становила 59 250 доларів для чоловіків та 42 040 доларів для жінок. За межею бідності перебувало 8,8 % осіб, у тому числі 11,5 % дітей у віці до 18 років та 6,4 % осіб у віці 65 років та старших.
Цивільне працевлаштоване населення становило 15 616 осіб. Основні галузі зайнятості: освіта, охорона здоров'я та соціальна допомога — 24,9 %, виробництво — 16,8 %, роздрібна торгівля — 11,3 %, науковці, спеціалісти, менеджери — 8,7 %.